# Ölved (Trencséni járás)
Ölved (1898-ig Jasztrabje, szlovákul Trenčianske Jastrabie) község Szlovákiában, a Trencséni kerületben, a Trencséni járásban.

## Fekvése
Trencséntől 14 km-re délkeletre található.

## Története
1269-ben IV. Béla adománylevelében említik először, melyben a király a falu területét Jakab trencséni ispán katonájának, Reinoldnak adta. A későbbiekben mint királyi solymászok települése szerepel. A 14. század elején Csák Máté birtoka, majd 1321-től újra a királyé. 1425-ben kőtemplom épült a településen. 1439-ben „Jaztreby” alakban írják. 1463-ban Hunyadi Mátyás Ölvedet Mitich Prokopnak adta, ezzel hosszú idő után megszűnt a királyi uralom. 1464-ben „Elwed”, 1483-ban „Jastrabye” néven említik. Neve valószínűleg párhuzamos szlovák-magyar névadásból származik (szláv: jastrab = ölyv). A 15.-16. században a Mitich és Rozsnyó családok birtoka. A 16. század végén a Madocsaiak és Ordódyak a birtokosai. 1663-ban a települést felégette a török. A 17. században a Varsányi és Hunyady családok birtoka.
A 18. század végén Vályi András így ír róla: „JASZTRABJE. Népes tót falu Trentsén Várm. földes Ura Madocsányi Uraság, és mások, lakosai katolikusok, fekszik Zay Ugrótzhoz 1 2/4 mértföldnyire, Kosztolna Miticznek filiája, földgye termékeny, legelője, fája elég van.”
Fényes Elek 1851-ben kiadott geográfiai szótárában így ír a faluról: „ÖLVED JASZTRABJE. Tót falu Trentsén Várm. földes Ura Madocsányi Uraság, lakosai katolikusok, fekszik Kosztolna Miticzhez közel, mellynek filiája.”
1868-ban egy bécsi nagybirtokos, Friedrich Knobloch szerez birtokot a községben. 1914-ben felépült az új templom. A trianoni békéig Trencsén vármegye Trencséni járásához tartozott.
1924-ben megalakult a tűzoltóegylet. 1925 és 1929-ben a földreform során felosztják a nagybirtokot. 1944-ben környékén élénk partizántevékenység folyt, végül 1945-ben a szovjet és román hadsereg foglalta el a községet. A harcoknak 7 helyi lakos esett áldozatul.

## Népessége
| Év:            | 1994. | 2004.   | 2014.   | 2024.    |
| -------------- | ----- | ------- | ------- | -------- |
| Emberek száma: | 1224  | 1206    | 1214    | 1391     |
| Eltérés:       |       | -1,47 % | +0,66 % | +14,57 % |

| Év:            | 2023. | 2024.   |
| -------------- | ----- | ------- |
| Emberek száma: | 1382  | 1391    |
| Eltérés:       |       | +0,65 % |

1880-ban 465 lakosából 430 szlovák, 18 német, 1 más anyanyelvű és 16 csecsemő volt. Ebből 442 római katolikus, 18 zsidó és 5 evangélikus vallású.
1910-ben 625 lakosából 602 szlovák, 19 magyar és 4 német anyanyelvű volt.
2001-ben 1209 lakosából 1193 szlovák volt.
2011-ben 1191 lakosából 1166 szlovák, 4 cseh, 1 morva és 20 ismeretlen nemzetiségű volt.
2021-ben 1252 lakosából 1235 (+3) szlovák, 12 (+1) egyéb és 5 ismeretlen nemzetiségű volt.

## Nevezetességei
- Római katolikus temploma 1914-ben épült.